# NGC 2207
NGC 2207 (również PGC 18749) – galaktyka spiralna znajdująca się w gwiazdozbiorze Wielkiego Psa w odległości 150 milionów lat świetlnych. Została odkryta 24 stycznia 1835 roku przez Johna Herschela.

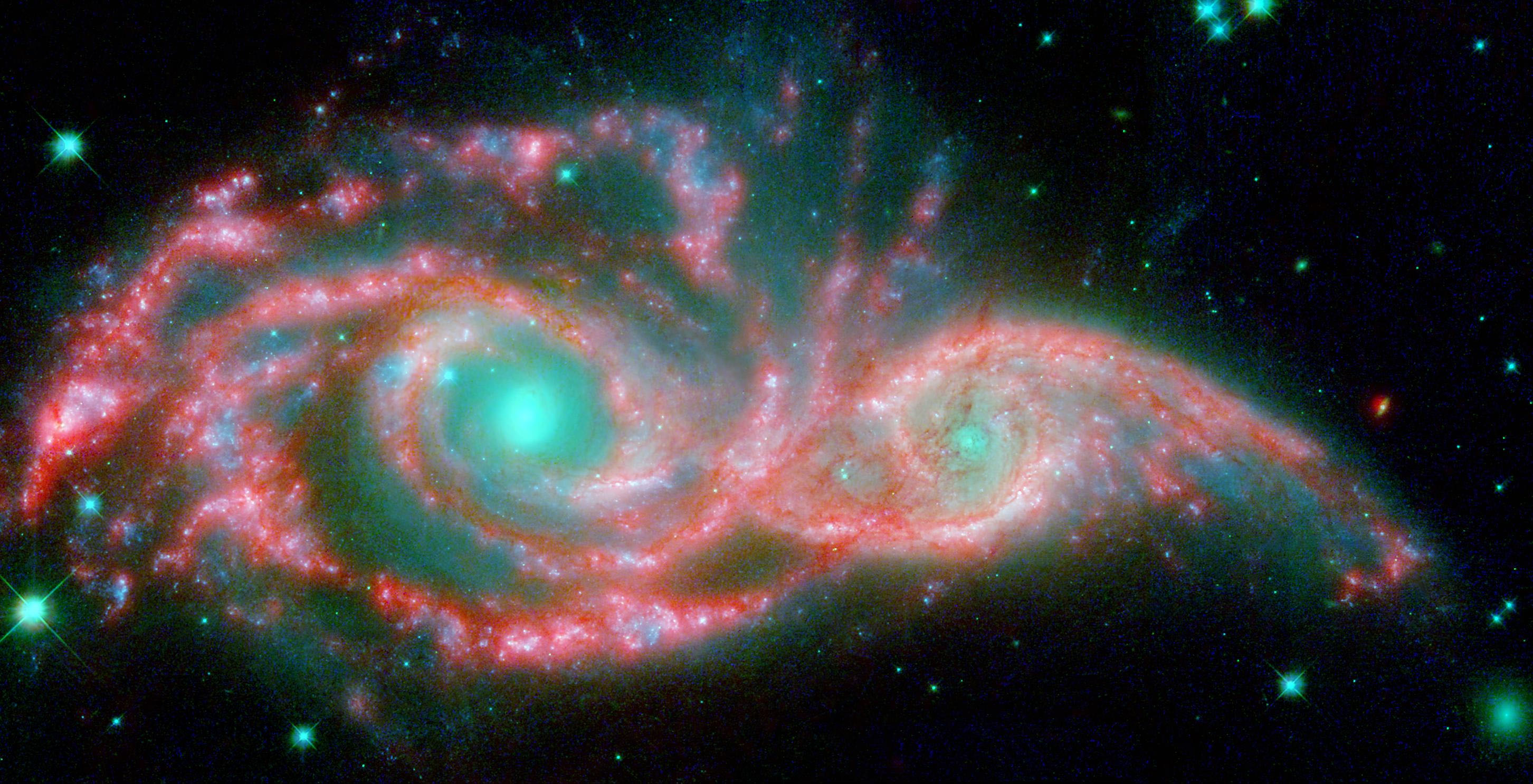
Zdjęcie w podczerwieni z Teleskopu Spitzera

NGC 2207 znajduje się w fazie łączenia z sąsiednią galaktyką IC 2163.
W NGC 2207 zaobserwowano do tej pory cztery supernowe – SN 1975A, SN 1999ec, SN 2003H i SN 2013ai.